# Preslia
Preslia je recenzovaný vědecký časopis vydávaný Českou botanickou společností. Zveřejňuje původní práce z oboru botanické systematiky, morfologie rostlin, fytogeografie, ekologie a vegetace, a to s geografickým zaměřením na střední Evropu.
Členský časopis České botanické společnosti byl pojmenován na počest bratří Jana Svatopluka a Karla Bořivoje Preslů. První číslo bylo vydáno v roce 1914. Publikační činnost přerušila první světová válka, podařilo se ji opět obnovit v roce 1922. V té době byl časopis nepravidelnou ročenkou.
Za druhé světové války, v roce 1942, vyšlo monografické dvojčíslo, Conspectus Flora Montenegrinae, přehled černohorské flóry od Josefa Rohleny. Další, taktéž monografické číslo, bylo vydáno až v roce 1948.
Počátkem 50. let se Preslia stala vědeckým časopisem vydávaným čtyřikrát ročně. Od roku 1952 vychází nepřetržitě v této podobě.
Vedoucím redaktorem je od roku 1999 prof. Petr Pyšek.